# 奧爾登 (紐約州村)
奧爾登（英語：Alden）是位於美國紐約州伊利縣的村。

## 人口
根據2020年美國人口普查的數據，奧爾登的面積為7.04平方千米，皆為陸地。當地共有人口2604人，而人口密度為每平方千米370人。